# Fighting Wildfires
Fighting Wildfires is het tweede album van de Nederlandse zangeres en liedjesschrijfster Lavalu, uitgebracht in 2013.

## Tracklist
Alle tracks zijn geschreven door Marielle Woltring.
1. Insomnia – 4:29
2. Last Bridge – 5:15
3. Fighting Wildfires – 5:05
4. Taped Window – 4:18
  - Geschreven door Paul Willemsen
5. Brick Wall – 3:54
6. Rock This Town – 3:30
7. Break Up – 3:26
8. Smooth – 4:36
9. Angel – 3:57
10. When It's Over – 4:55
11. Hey, The Sun's Here - 4:00

## Bezetting
- Marielle Woltring - Zang, piano, rhodes (2, 3 en 10), orgaan (3 en 5), harmonium (4 en 10), strijkarrangementen
- Paul Willemsen - Gitaar, synthesizer (6)
- Daniel Rose - Bas (1, 2, 3, 5, 8, 9, 10 en 11)
- Michel van Schie - Bas (4, 6 en 7)
- Bram Hakkens - Drums & percussie (1, 2, 3, 5, 8, 9, 10 en 11)
- Stefan Kruger - Drums & percussie (4, 6 en 7)
- Stefan Schmid - Rhodes (8), orgaan (6), harmonium (4), synthesizer (1 en 7), additional fx & geluid
- Daniel James - Zang (2 en 3)
- Miriam Moczko - Zang (1, 2, 3, 5, 7, 8, 10 en 11)
- Peter Lada - Zang (2, 3, 5, 7, 8 en 11)
- Morris Kliphuis - Franse hoorn (11)
- Fons Merkies - Strijkarrangementen
- Praags Filharmonisch Orkest - Strijkers (2 en 9)
- Rihab Azar - Oed (10)